# Третьяк, Василий Яковлевич
Васи́лий Я́ковлевич Третья́к (укр. Василь Якович Третяк; 6 декабря 1926 — 16 апреля 1989) — советский оперный певец (драматический тенор), педагог. Народный артист СССР (1980).

## Биография
Василий Третьяк родился 6 декабря 1926 года в селе Комаровка (ныне в Кореневском районе, Курская область, Россия).
В 1958 году окончил Харьковскую консерваторию (ныне Харьковский национальный университет искусств имени И. П. Котляревского) (класс пения Т. Я. Веске).
В 1958—1962 годах — солист Молдавского театра оперы и балета в Кишинёве, с 1962 года — Киевского театра оперы и балета имени Т. Шевченко.
Выступал как концертный певец, в репертуаре произведения русских и украинских композиторов, советских авторов, песни народов СССР.
Гастролировал за рубежом (Румыния, Польша, Болгария, Чехословакия, Югославия, ГДР, Куба, Испания, Франция, Венгрия).
Озвучивал одного из персонажей фильма-оперы «Катерина Измайлова». Записывался на радио и грампластинки.
С 1976 года преподавал в Киевской консерватории (ныне Национальная музыкальная академия Украины имени П. И. Чайковского, с 1985 — доцент).
Член КПСС с 1952.
Скончался 16 апреля 1989 года в Киеве. Похоронен на Байковом кладбище.

### Семья
- Первая жена — Людмила Станиславовна Томашевская (1935—2011), актриса Киевского украинского драматического театра им. И. Франко
  - Дочь — Ирина Игоревна Шведова-Демарина (род. 1959), певица. Заслуженный деятель искусств РФ (2006) (носит фамилию отчима Игоря Шведова)
- Вторая жена — Людмила Харлампиевна Третьяк (Басмановская), камерная певица, преподаватель, доцент Киевского института театрального искусства им. И. Карпенко-Карого
  - Сын — Николай Васильевич Третьяк (род. 1967), режиссёр-постановщик Киевского театра оперы и балета им. Т. Г. Шевчено.

## Награды и звания
- Заслуженный артист Молдавской ССР (1962)[2]
- Заслуженный артист Украинской ССР (1965)
- Народный артист Украинской ССР (1967)[3]
- Народный артист СССР (1980)[4]
- Орден Трудового Красного Знамени (1960)
- Медали.

## Партии
- Самозванец — «Борис Годунов» М. П. Мусоргского
- Германн — «Пиковая дама» П. И. Чайковского
- Лыков, Бомелий — «Царская невеста» Н. А. Римского-Корсакова
- Отелло — «Отелло» Дж. Верди
- Радамес — «Аида» Дж. Верди
- Манрико — «Трубадур» Дж. Верди
- Канио — «Паяцы» Р. Леонкавалло
- Хозе — «Кармен» Ж. Бизе
- Олег Кошевой — «Молодая гвардия» Ю. С. Мейтуса
- Андрей — «Запорожец за Дунаем» С. С. Гулак-Артемовского
- Андрей Хованский — «Хованщина» М. П. Мусоргского
- Василий — «Милана» Г. И. Майбороды
- Богун — «Богдан Хмельницкий» К. Ф. Данькевича
- Лавро — «Мамай» В. С. Губаренко
- Адмирал — «Гибель эскадры» В. С. Губаренко
- Сергей — «Катерина Измайлова» Д. Д. Шостаковича
- Ричард — «Бал-маскарад» Дж. Верди
- Рауль — «Гугеноты» Дж. Мейербера
- Каварадосси — «Тоска» Дж. Пуччини
- Кобзарь — «Тарас Бульба» Н. В. Лысенко
- Никита — «Ярослав Мудрый» Г. И. Майбороды

## Память
- В 2000 году вышла книга воспоминаний Л. Третьяк «Шаг в вечность».